# Tangvayosaurus
Tangvayosaurus é uma espécie de dinossauro saurópode do Cretáceo Inferior do Laos.